# شبح یوتئی
شبح یوتئی (به انگلیسی: Ghost of Yōtei) یک بازی ویدئویی رو به انتشار در سبک اکشن-ماجراجویی است که توسط ساکر پانچ پروداکشنز توسعه یافته و به‌وسیلهٔ سونی اینتراکتیو انترتینمنت منتشر خواهد شد. این بازی به عنوان دنباله‌ای مستقل برای شبح تسوشیما (۲۰۲۰) به‌شمار می‌رود. شبح یوتئی قرار است در ۲ اکتبر ۲۰۲۵ برای کنسول پلی‌استیشن ۵ منتشر شود.

## روند بازی
شبح یوتئی یک بازی ویدئویی اکشن-ماجراجویی است که از زاویهٔ دید حالت سوم‌شخص دنبال می‌شود و ترکیبی از مبارزه با شمشیر، مخفی‌کاری و کاوش است. بازیکنان می‌توانند از مجموعه متنوعی از سلاح‌ها، مانند کاتانای سنتی (شامل استفاده همزمان از دو سلاح)، تفنگ گلوله‌زنی تانه‌گاشیما، اوداچی، یاری، کوساریگاما و کاگیناوای سنتی (قلاب درگیرکن)، استفاده کنند و رویکردهای تاکتیکی متنوعی را ممکن سازند. ویژگی‌های جدید شامل چرخهٔ پویای آب‌وهوایی مانند برف، باران و شفق‌های قطبی است که از محیط واقعی اطراف کوه یوتئی الهام گرفته شده‌اند.

## داستان
شبح یوتئی حول موضوع «انتقام سگ قهرمان» متمرکز است. داستان بازی در سال ۱۶۰۳ و در هوکایدو، ژاپن اتفاق می‌افتد. بازیکنان کنترل شخصیت آتسو را به دست خواهند گرفت، یک زن رونین که هویت «شبح» را برای خود اتخاذ کرده است. آتسو توسط اِریکا ایشی به تصویر کشیده خواهد شد. توسعه‌دهندگان بیان کردند که بازیکنان در مقایسه با شبح تسوشیما کنترل بیشتری بر روی روایت و انتخاب‌های آتسو خواهند داشت.